# ハインリッヒ・ツィレ

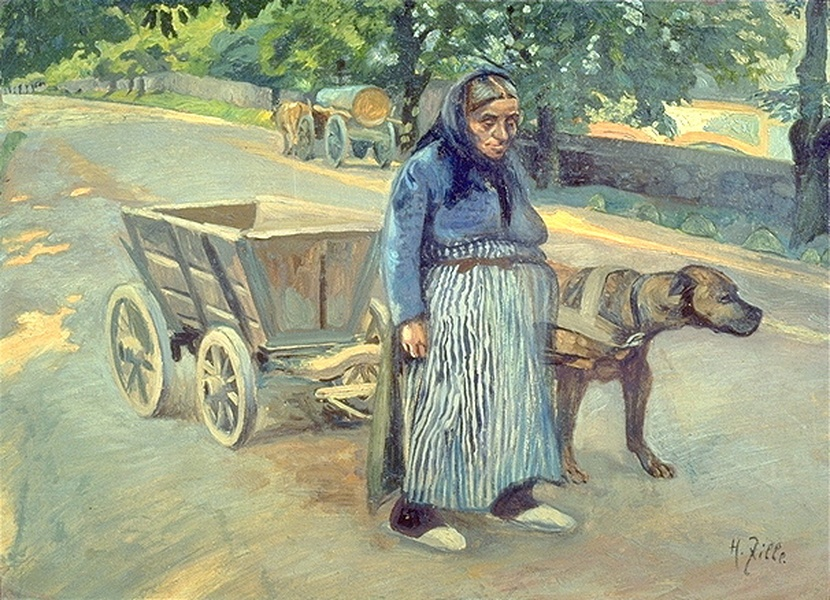
ツィレの絵画「犬のひく荷車と老女」

ハインリッヒ・ツィレ（Rudolf Heinrich Zille、1858年1月10日 - 1929年8月9日）はドイツのイラストレーター、画家、写真家である。

## 略歴
ザクセン州のラーデブルクの時計職人の息子に生まれた。父親の借金のために1867年に家族とベルリンに移った。学校を出た後、ベルリンの美術学校(Königlichen Kunstschule)で版画家、挿絵画家のホーゼマン(Theodor Hosemann:1807-1875) の弟子になった。1880年から1882年の間、軍役に就いた後写真家としての活動も始めた。
風刺雑誌	『ジンプリチシムス』(Simplicissimus)や『ユーゲント』(Die Jugend) にユーモアにあふれた挿絵を作品を発表するようになっり、人気のあるイラストレーターとなった。ベルリンの一般大衆をテーマに描いた。自らを商業画家を自称していたが、伝統からの脱却・分離を標榜した芸術家グループ、「ベルリン分離派」の指導者となったマックス・リーバーマンに高く評価され、その推薦で「ベルリン分離派」の会員になった。リーバーマンの推薦で後に、ベルリン美術アカデミーの教授も務めた。
写真家としては1890年から1907年の間に600点に及ぶ、ベルリンの人々の生活を撮影した写真や、画家たちのスタジオや美術学校で撮影した写真を残し、それらは1960年代に再発見され評価された。
1929年にベルリンで亡くなった。孫によって、財団が作られ2002年にベルリンにツィレ美術館(Zille Museum)が設立された。

## 作品

### イラスト・絵画

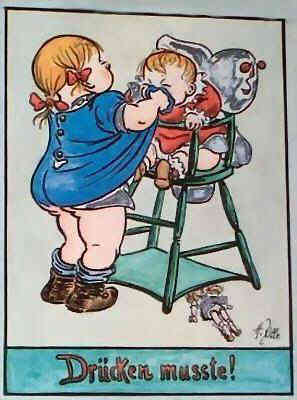
"Drücken musste"
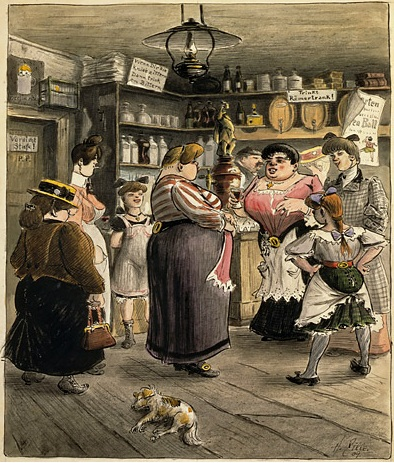
「パブの女性」
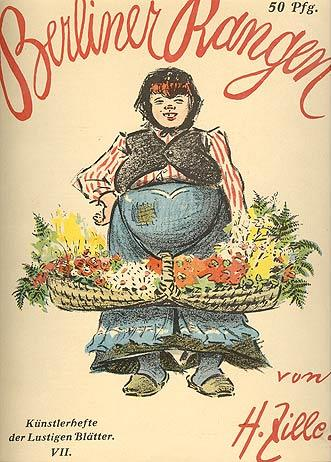
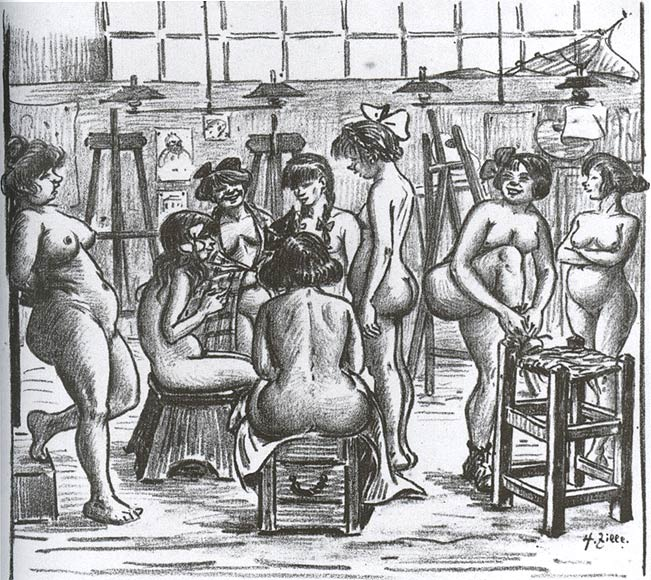
Modellpause(c.1925)

### 写真作品

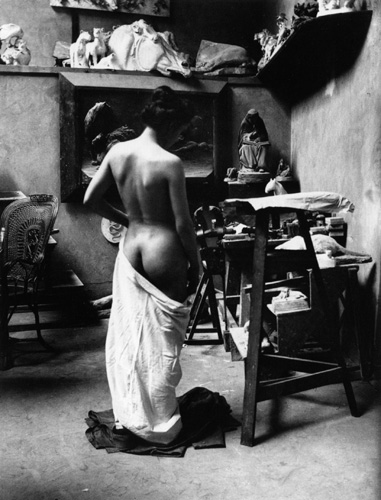
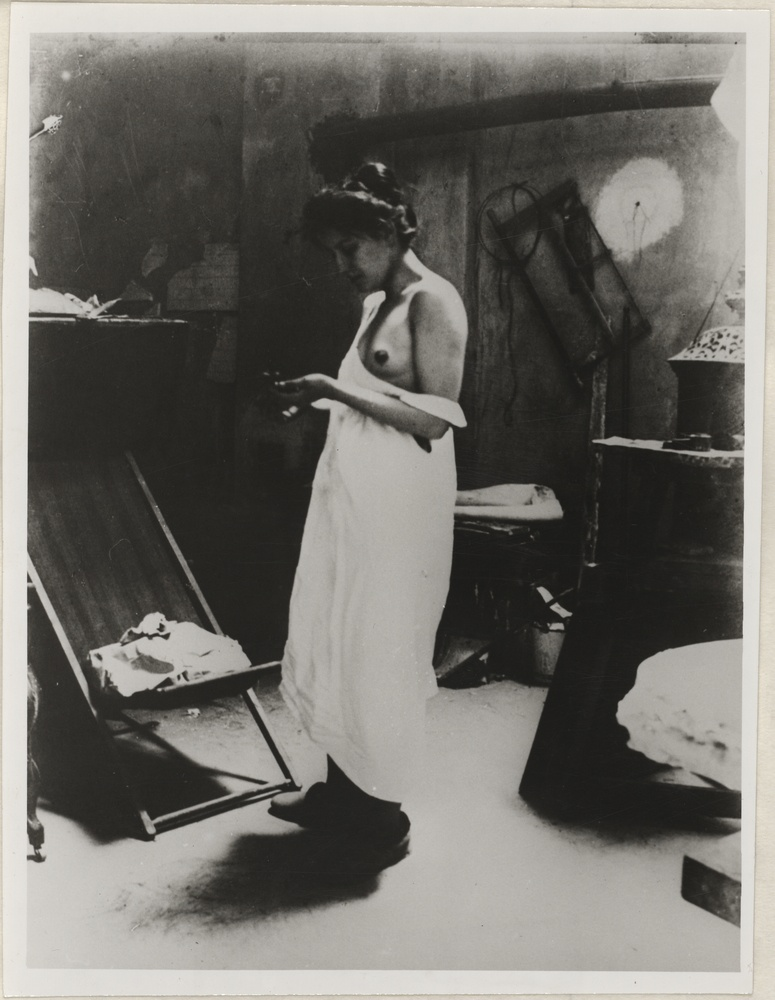
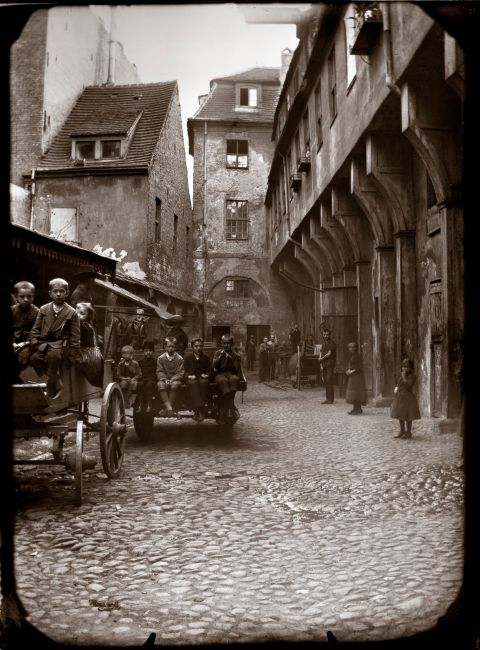
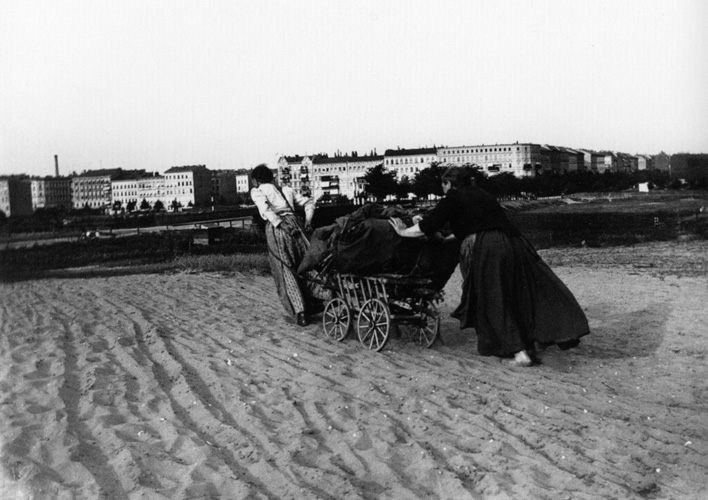